# Oriolo, Kalabrien
Oriolo är en ort och kommun i provinsen Cosenza i regionen Kalabrien i Italien. Kommunen hade 2 067 invånare (2018).